# 呂衛倫
呂衛倫爵士，KCMG[?]（1915年4月29日—1988年11月15日），英國專上教育行政人員和化學家，歷任紐西蘭基督城坎特伯雷大學校長、紐西蘭大學教育資助委員會主席和英國艾克斯特大學校長。他在1972年至1980年出任英國文化協會會長，復於1981年至1982年獲香港政府邀請擔任國際顧問團主席，就香港教育制度作全盤檢討。
呂衛倫就任英國文化協會主席之初，協會規模原本不斷萎縮，政府在1970年代中期甚至有意將之完全裁撤。但經過他任內協助協會轉型，協會得以成功重新定位，並引入企業元素，建立協會在世界各地開辦英語培訓課程的角色，以及承辦海外國家和組織的教育項目，使協會收益大幅增加，同時減低對政府的財政依賴，避免遭受裁撤的下場。
呂衛倫在1982年發表稱之為《呂衛倫報告書》（Llewellyn Report）的《香港教育透視：國際顧問團報告書》，報告書內容對香港的教育政策起深遠影響。該報告書不單止促成教育統籌委員會在1984年的設立、還對母語教育及雙語教育的教學方法予以支持。報告書發表後，港府自1980年代中期逐漸以鼓勵學校推行母語教學為一大教育政策方針。

## 生平

### 早年生涯
呂衛倫是威爾斯人，1915年4月29日生於英格蘭告羅士打郡德斯利（Dursley），父親名叫R·G·盧埃林（R. G. Llewellyn）。作為家中長子，他的胞弟唐·盧埃林爵士（Sir Don Llewellyn，1919年－2004年）是原子能專家，1964年至1984年任紐西蘭懷卡託大學創校校長。呂衛倫早年入讀德斯利文法學校，後來升讀伯明翰大學，主修化學，1935年獲理學士一級榮譽學位，1938年再獲得哲學博士學位。
取得博士學位後，呂衛倫最先在1939年至1945年於倫敦大學伯貝克學院任職化學系講師，期間於1944年當選皇家化學研究院院士（F.R.I.C.）；在第二次世界大戰期間，他又在1941年至1946年兼任英政府的軍需部研究小組總監一職，專門研究炸藥。戰後，他在1946年起擔任伯明翰大學ICI研究學人，帶領一隊研究人員從事晶體學研究，前後一年。

### 學術研究
呂衛倫在1947年獲聘到紐西蘭的奧克蘭大學學院（Auckland University College，今奧克蘭大學）任職化學系教授，後來升任化學系系主任，他在該校主要從事晶體學方面的研究，也曾在倫敦《化學學會會刊》和《晶體學報》（Acta Crystallographica）等學術雜誌發表關於晶體學的研究文章，任內促成該校化學系的急速擴展；此外，他到達紐西蘭後不久，便在1948年當選為紐西蘭化學研究院院士（F.N.Z.I.C.），隨後在1951年從母校伯明翰大學取得理學博士學位，翌年再當選為皇家藝術學會院士（F.R.S.A.） 。
作為晶體學專家，呂衛倫的博士論文是以當時新興的晶體衍射學為題材，專門研究多元醇類有機物季戊四醇的晶體結構。他在論文中確定季戊四醇由碳原子組成的四面體構型中，包括一個季碳原子，從而首度展示季戊四醇完整的晶體結構。該篇論文也是首份透過運用帕特生函數，以全三維X光數據剖析該類有機分子的研究。
戰時任職軍需部研究小組總監期間，他主要研究爆炸品的物理化學，當中又包括研究工廠在乾燥多塵的環境下製造爆炸品期間，有機會累積靜電荷，繼而增加爆炸品意外引爆的風險。源於對炸藥的興趣，他後來的研究領域大多涉及一些包含氮的分子結構及其分子維度。儘管當時電腦尚未普及，但他透過運用自己編寫的計算法則，再採用全三維X光數據剖析各類有機分子，從而更準確地掌握有關數據；不過，這些研究均要花費不少功夫於複雜的算術上，才能夠得出結果。

### 大專行政

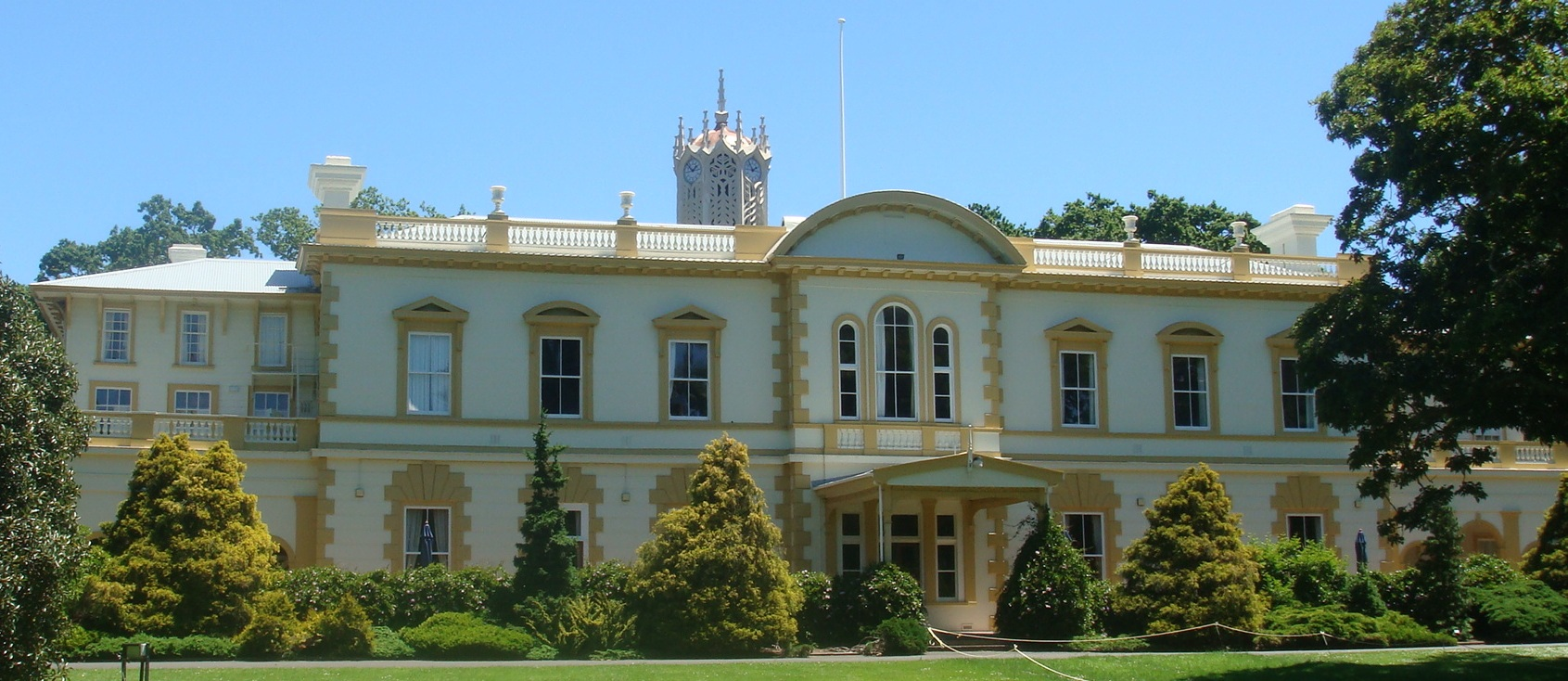
昔日的奧克蘭大學學院

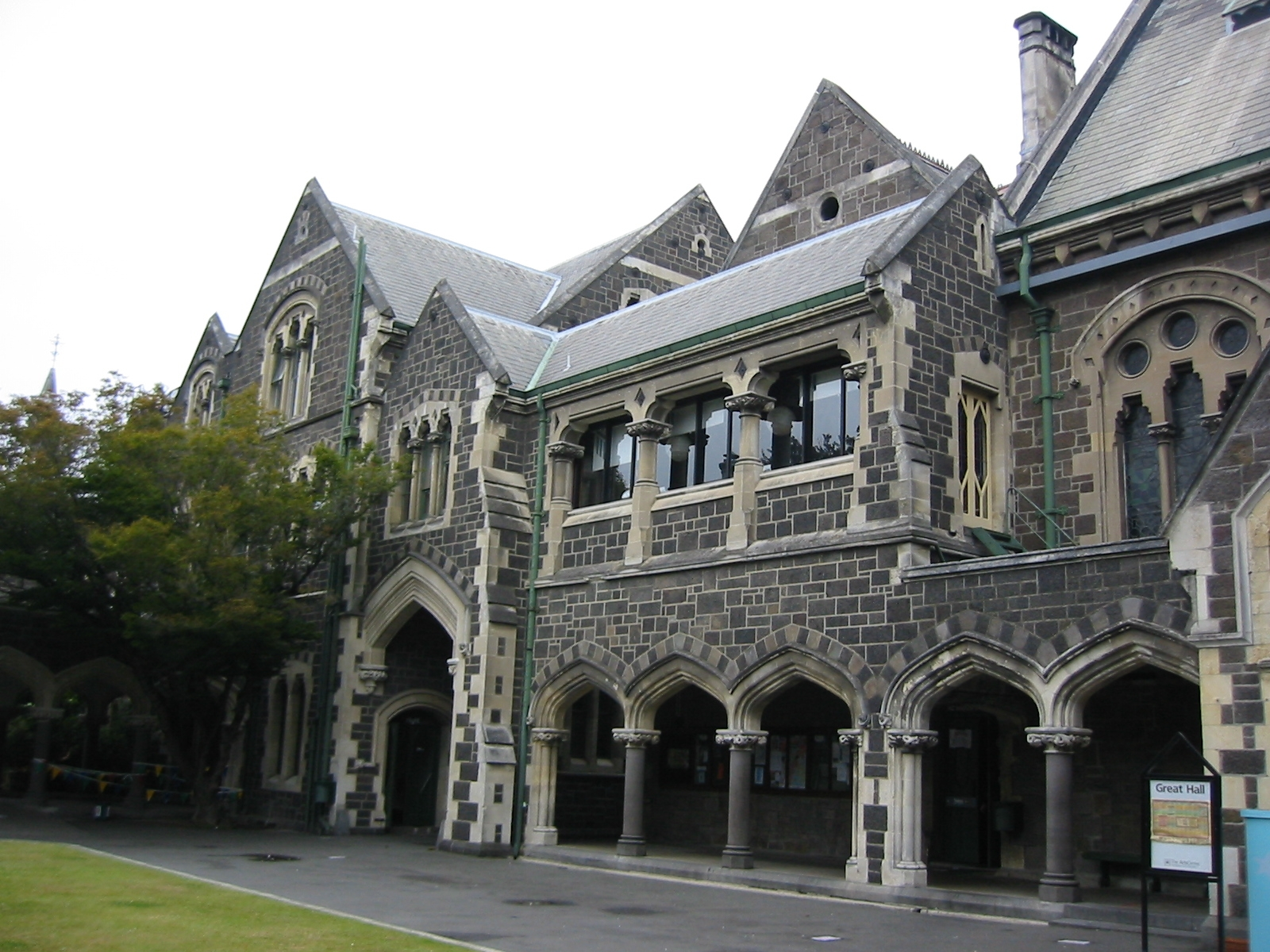
昔日的坎特伯雷大學學院

在1956年，呂衛倫轉到基督城的坎特伯雷大學學院出任校長兼院長，雖然坎特伯雷大學學院並非一所正式的大學，而是紐西蘭大學轄下的其中一所聯盟學院，不過，學院當時已積極籌備正式升格成為大學，以及脫離紐西蘭大學的聯盟體系。在上任後翌年，呂衛倫宣佈將學院正式更名為坎特伯雷大學，同時廢除院長一職，不過大學仍然以「紐西蘭大學」的名義頒授學位。到1961年，紐西蘭大學的聯盟體系終於解散，坎特伯雷大學與其他的聯盟成員遂各自成為行政獨立的大學，也可以「坎特伯雷大學」的名義頒授學位。
卸任坎特伯雷大學校長後，呂衛倫在1961年至1966年獲紐西蘭政府委任為大學教育資助委員會主席，負責就高等院校的發展、經費和撥款提供意見。在坎特伯雷大學和大學教育資助委員會任職期間，呂衛倫還出任不同公職，當中包括在1956年至1960年出任紐西蘭大學教務委員會委員、1958年至1966年任紐西蘭工業教育委員會（New Zealand Committee on Technical Education）委員、1961年至1963年任職紐西蘭皇家學會理事會成員、以及在1961年至1966年擔任紐西蘭成人教育議會（New Zealand Council of Adult Education）主席和紐西蘭英聯邦獎學金與研究生獎學金委員會主席。除上述公職外，呂衛倫也繼續出任一些與自己化學專業相關的公職，包括在1957年至1961年和1962年任科學及工業研究理事會會員、以及在1958年出任原子能委員會委員。在1964年，他再獲選為紐西蘭皇家學會院士（F.R.S.N.Z.）。
呂衛倫在紐西蘭工作期間，也曾擔任過與教育無關的公職。在1961年，紐西蘭國會通過法案，設立名為紐西蘭廣播公司（NZBC）的公共廣播機構，並以呂衛倫擔任公司首任主席，以取代原本屬於政府部門的紐西蘭廣播署。紐西蘭廣播公司在1962年4月正式成立後，一共接管國內35個電台和四個電視台，在他任內首三年，他見證著電視機持牌人數顯著上升至大約275,000人，而公司每年各方面的總收益也逾500萬英鎊，其中25萬鎊收益來自牌照稅收。
呂衛倫在1966年卸下紐西蘭的所有工作，返回英國德文郡出任艾克斯特大學校長，並在1966年至1972年擔任艾克斯特大學諾斯科特劇院（Northcott Theatre）管理委員會主席、以及在1967年至1972年出任英聯邦大學協會理事會成員和海外高等教育大學校際理事會（Inter-University Council for Higher Education Overseas）成員。另一方面，在1968年至1972年間，呂衛倫還出任尼日利亞的阿瑪杜·貝洛大學（University of Ahmado Bello）校董會英國大學代表。

### 英國文化協會會長

#### 協會轉型
在1972年，呂衛倫卸任艾克斯特大學校長，改任英國文化協會會長。在出任協會會長以前，他早在1968年至1972年任英國文化協會英聯邦大學交流委員會委員，因此對協會有一定認識。英國文化協會成立於1934年，並在1940年透過英皇喬治六世頒授皇家特許狀而取得法團地位。協會的30名董事會成員，其中六名由政府委任，且接受政府的資助。可是，呂衛倫接任會長的時候，正值英國文化協會的低潮，在1960年代，由於政府削減資助等原因，協會被迫先後結束在緬甸、斐濟、加勒比海和非洲及中東部份地區的工作，並將協會的服務對象逐步縮窄至西歐地區，工作性質也限制到只有藝術、科學和科技領域的交流層面，使協會的規模不斷萎縮。加上協會一直依賴政府資助，同時又開支繁浩，因此廣為詬病，被輿論批評為「大白象」和不符成本效益。
呂衛倫任內設法為英國文化協會重新注入活力，其中一大重點是協助協會轉型，引入企業原素，重點在海外國家建立提供英語培訓的角色。在1950年代和1960年代，協會的主流意見一度認為，海外國家的英語培訓角色，完全可以由私人市場擔當，結果協會在這個時期選擇撤出不少地區的英語教學工作。一直到呂衛倫任內，儘管面對教育界和政府內部不少異議，協會才決定重新在海外各地開辦英語培訓課程，並將服務的推廣對象由傳統的意大利和西班牙地區，擴展至新興的希臘、中東、日本、星加坡和香港等市場，整體的海外學校數目在他任內更上升三倍。協會的擴展，對日後進一步向歐洲、非洲、中東、中國和加勒比海各地的發展奠定基礎。同時間，透過開辦英語課程收取合理的學費，也為協會帶來相當可觀的收益，終呂衛倫一任，協會在教學方面的收益增幅達50倍。
另一方面，協會還開始積極與其他教育機構競爭，承接海外各地的教育項目來賺取利潤，以支持協會的營運與發展。較早期的例子包括為沙地阿拉伯港口城市吉達的阿卜杜勒·阿齊茲國王大學（King Abdul Aziz University）英文中心提供發展方面的支援、以及後來協助世界銀行在泰國推動農業教育和為墨西哥提升工業教育水平等等。透過發展教育方面的事業，英國文化協會賺取的盈餘比政府資助款額還要高出1.5倍，從而大大減低對政府的財政依賴。為嘉許他對英國文化協會的貢獻，呂衛倫在1974年獲英女皇伊利沙伯二世頒授KCMG勳銜，成為爵士。

#### 困難時期
呂衛倫任內也經歷了英國文化協會相當困難的時期，在1976年，時任外相賈拉漢委託內閣轄下的中央政策檢討參議小組（Central Policy Review Staff），對包括英國文化協會在內的英國外交政策作全盤檢討。結果，小組在1977年發表的《貝里爾報告書》（Berrill Report）當中，建議廢除英國文化協會、或完全結束協會在英國以外的所有工作。有關建議對協會帶來很大震撼，員工士氣一度受到打擊，後來經過呂衛倫多番向政府和國會遊說，建議才被國會否決，不過報告書仍舊促使政府大幅削減對協會的資助。
英政府大幅削減資助，迫使協會關閉部份駐外辦事處和圖書館，再加上政治關係，協會又分別在1979年和1980年撤出伊朗與阿富汗。在國內方面，協會一共關閉了全國25個地區辦事處的其中10所，另外還關閉位於倫敦波特蘭廣場的海外學生中心，讓各大學自行負責海外學生事務。儘管如此，協會透過轉型和教育工作方面的長足發展，彌補政府財政資援上的不足，也能夠持續減少對政府的依賴。即使到1979年新任首相戴卓爾夫人上台後，信奉自由市場的保守黨政府大幅裁撤依賴政府財政支援的半官方機構，但英國文化協會卻因為有穩定的收入來源而獲得保留。呂衛倫在1980年離開英國文化協會，結束長達八年的會長生涯。

### 「香港教育透視」
在1981年4月，香港政府應經濟合作發展組織的建議，宣佈委任呂衛倫為一個國際顧問團的主席，負責全盤檢討香港的教育制度，國際顧問團的其他成員包括澳洲首都地區學校管理局總教育主任韓格理博士（Dr Greg Hancock）、美國史丹福大學教育及工商管理系的郭邁高教授（Professor Michael Kirst）、以及西德學術交流服務處秘書長雷嘉樂博士（Dr Karl Roeloffs）。在一年時間當中，國際顧問團詳細審視香港的教育情況，並兩度訪問香港會見各界人士，包括港督和主要官員、行政及立法兩局非官守議員辦事處教育小組成員、以及各教育界代表和僱主代表等。呂衛倫還到訪部份高等院校和學校，實地了解學生的學習情況。
國際顧問團在1982年11月正式發表外界稱之為《呂衞倫報告書》的《香港教育透視：國際顧問團報告書》，對香港的整體教育政策、考試制度、高等教育、中小學、幼稚園、持續教育、特殊教育、教師組織和人力需求等各方面均作出分析和提出意見。其中，報告書的最直接影響，是促使港府按報告書的建議，在1984年2月設立教育統籌委員會（簡稱「教統會」），負責就整體教育發展向政府提供意見，也是政府最重要的教育諮詢組織。
另外，報告書認為「在其他因素沒有分別的情況下，母語是教與學的最佳語言」，並建議香港推動雙語政策，具體方法是讓小學完全採用母語（即廣東話）教學，至中一開始逐步採用兩種語言的課程，最後達至中三一半課程以中文教授、另一半則以英文教授。教統會後來在1984年10月發表的《第一號報告書》中雖然沒有深入研究國際顧問團在雙語政策方面的建議，但建議政府鼓勵個別學校推動母語教育，自此，推動母語教育成為港府在教育政策方面的一大方針。一直到1997年，港府宣佈全面落實中學採用母語教學，只准100所合符要求的中學保留以英文授課。由於普遍香港人的觀念一直以英文中學優於中文中學，所以有關決定在當時引起軒然大波，政府事後雖然裁定14間中學上訴得值，准予維持英文中學身份，但社會上對母語教育的爭論仍未達仍共識。
呂衛倫等人在報告書中又提議港府可參照英國的例子，研究設立公開大學。港府其後於1983年委託大學及理工教育資助委員會就是否設立公開大學進行研究，儘管委員會的結論不支持設立公開大學，但教統會後來在1986年8月發表的《第一號報告書》中，對發展香港的公開教育作進一步的研究，最終促成香港公開進修學院在1989年成立，到1997年，公開進修學院再正式升格成為香港公開大學。

### 晚年生涯
呂衛倫在英國定居於倫敦溫布頓，他在1982年卸下國際顧問團主席一職後，晚年未有再出任其他公職。他領導英國文化協會任內承受鉅大的壓力，連帶拖累了自己的健康狀況。1988年11月15日，他於倫敦病逝，終年73歲。

## 個人生活
呂衛倫在1939年迎娶喬伊斯·巴雷特（Joyce Barrett）為妻。喬伊斯與呂衛倫同樣來自德斯利，父親名叫歐內斯特·巴雷特（Ernest Barrett）。呂衛倫夫婦共育有一子一女，其中兒子約翰·盧埃林博士（Dr John Llewellyn，1944年9月13日－）是經濟專家，曾在雷曼兄弟任職高級經濟政策顧問。呂衛倫生前的興趣包括攝影和電腦，也是倫敦紳士會所藝術會（The Arts Club）的會員。

## 榮譽

### 殊勳
- 以下列出榮譽全稱及縮寫：^ 
  - 皇家化學研究院院士（F.R.I.C.） （1944年[3]）
  - 紐西蘭化學研究院院士（F.N.Z.I.C.） （紐西蘭，1948年[3]）
  - 皇家藝術學會院士（F.R.S.A.） （1952年[3]）
  - 紐西蘭皇家學會院士（F.R.S.N.Z.） （紐西蘭，1964年[3]）
  - 聖米迦勒及聖喬治爵級司令勳章（K.C.M.G.） （1974年英女皇壽辰授勳名單[11]）

### 榮譽學位
- 榮譽法學博士
  - 坎特伯雷大學 （紐西蘭，1962年[3]）
  - 威靈頓維多利亞大學 （紐西蘭，1966年[3]）
  - 艾克斯特大學 （1973年[3]）
  - 伯明翰大學 （1975年[3]）
- 榮譽理學博士
  - 索爾福德大學 （1975年[3]）
- 其他
  - 公開大學榮譽博士 （1979年[3]）

## 注腳
1. 1 2 3 4 5 6 7  HALL (1988), page 52.
2. 1 2 3 4 5 6 7 8 9 10 11  Edited by BURGESS, Patricia, The Annual Obituary, 1988, St. James Publication, 1990
3. 1 2 3 4 5 6 7 8 9 10 11 12 13 14 15 16 17 18 19 20 21 22 23 24  Who Was Who, London: A & C Black, 1996.
4. 1 2 3 4  Edited by MCLINTOCK, A. H., "LLEWELLYN, Frederick John", An Encyclopaedia of New Zealand, 1966.
5. 1 2 3 4 5 6 7 8 9 10 11 12  "Sir John Llewellyn - Rejuvenation of the British Council - Obituary", The Times, 17 November 1988.
6. 1 2 3  HALL (1988), page 51.
7. 1 2 3  "Chronology", University of Canterbury, retrieved on 23 November 2010.
8. 1 2  Edited by MCLINTOCK, A. H., "New Zealand Broadcasting Corporation 1962", An Encyclopaedia of New Zealand, 1966.
9. 1 2  "1960s key dates", British Council, retrieved on 23 November 2010.
10. 1 2 3 4 5 6 7  "1970s and 1980s", British Council, retrieved on 23 November 2010.
11. 1 2  . London Gazette (Supplement). 7 June 1974. p.6795.
12. ↑  《香港教育制度全面檢討》，香港：香港政府布政司署，1981年6月。
13. 1 2 3 4 5 6 7  《香港教育透視：國際顧問團報告書》，香港：香港政府，1982年11月。
14. 1 2  王永平著，《平心直說——一名香港特區政府局長為官十二年的反思集》，香港：經濟日報出版社，2008年第二版。
15. ↑  CHIU, Lawrence M. W., CUNICH, Peter, HKU SPACE and Its Alumni: The First Fifty Years, Hong Kong University Press, 2008.
16. ↑  HALL (1988), page 55.

### 英文資料
- Edited by MCLINTOCK, A. H., "LLEWELLYN, Frederick John（页面存档备份，存于）", An Encyclopaedia of New Zealand, 1966. 網上版本
- Edited by MCLINTOCK, A. H., "New Zealand Broadcasting Corporation 1962（页面存档备份，存于）", An Encyclopaedia of New Zealand, 1966.
- "Supplement to Issue 46310", London Gazette, 7 June 1974, p.3.
- "Sir John Llewellyn - Rejuvenation of the British Council - Obituary", The Times, 17 November 1988.
- HALL, David, "Llewellyn, Sir John (Frederick)", Proceedings of the Royal Society of New Zealand Vol. 117, 1988.
- Edited by BURGESS, Patricia, The Annual Obituary, 1988, St. James Publication, 1990.
- Who Was Who, London: A & C Black, 1996.
- CHIU, Lawrence M. W., CUNICH, Peter, HKU SPACE and Its Alumni: The First Fifty Years（页面存档备份，存于）, Hong Kong University Press, 2008.
- "1960s key dates", British Council, retrieved on 23 November 2010.
- "1970s and 1980s", British Council, retrieved on 23 November 2010.
- "Chronology", University of Canterbury, retrieved on 23 November 2010.

### 中文資料
- 《香港教育制度全面檢討（页面存档备份，存于）》，香港：香港政府布政司署，1981年6月。
- 《香港教育透視：國際顧問團報告書（页面存档备份，存于）》，香港：香港政府，1982年11月。
- 王永平著，《平心直說——一名香港特區政府局長為官十二年的反思集》，香港：經濟日報出版社，2008年第二版。

## 外部連結
- 香港教育透視：國際顧問團報告書（页面存档备份，存于），1982年11月
- 英國文化協會歷史頁（英文）

| 學術機關職務                | 學術機關職務                   | 學術機關職務         |
| --------------------------- | ------------------------------ | -------------------- |
| 前任： 詹姆斯·庫克爵士      | 艾克斯特大學校長 1966年–1972年 | 繼任： 哈利·凱爾教授 |
| 前任： 約翰·漢尼克-梅傑爵士 | 英國文化協會會長 1972年–1980年 | 繼任： 約翰·伯格爵士 |